# Florarlán de Tracia
Florarlán de Tracia es un libro de caballerías italiano, obra de Mambrino Roseo da Fabriano, cuyo título completo es Adjunta al segundo libro de don Florisel, llamada libro de las proezas de don Florarlán. Fue impreso por primera vez en Venecia en 1564 por Michele Tramezzino. La obra alcanzó una notable popularidad, ya que se reimprimió en la misma Venecia en 1594, 1606 y 1608, y dos veces más en 1619.
Esta obra forma parte del ciclo italiano de Amadís de Gaula y es continuación del libro de caballerías español Florisel de Niquea, obra de Feliciano de Silva publicado por primera vez en 1532, e impreso en italiano por primera vez en 1551. Según ese libro, el protagonista, el príncipe griego don Florisel de Niquea tuvo un hijo extramatrimonial con Arlanda, princesa de Tracia, llamado Florarlán de Tracia, que es el protagonista del libro de Roseo. La acción de la obra se intercala entre la crónica de don Florisel de Niquea y la de don Rogel de Grecia.

## Argumento
Florarlán de Tracia, hijo extramatrimonial de Florisel de Niquea y de la princesa Arlanda de Tracia, es criado en el reino de Tracia sin saber quiénes son sus padres. Es armado caballero en la corte de Trapisonda, la cual abandona para servir a la reina Cleófila, de la cual se ha enamorado al ver su retrato. Salva a la ínsula de Dardania de la invasión del gigante Madarán y es prometido a la princesa Lucenia, heredera del trono de Dardania; sin embargo, antes de casarse con ella decide indagar quiénes son sus padres. Lucenia, al despedirse de él, le da unas armas con la imagen del fénix, por lo cual el héroe toma el nombre de Caballero del Fénix. 
Florarlán se dirige a la ínsula de Guindaya, y en su viaje libera a las princesas Oliandra de Traramata y Radiana de Comagena, prisioneras del gigante Butrafón. Llega al reino de Tanacria, donde da cima a la aventura de la Montaña Incendiada y logra desencantar al monarca de Tanacria, y a la aventura de las Tres Hadas, y también vence y mata al gigante Talabacón. En Guindaya, Florarlán va al Castillo Encantado, donde consulta a Silverna sobre su origen y descubre que pertenece a la estirpe de Amadís de Gaula, aunque no logra saber quién es su padre. Traba amistad con Artajerjes, hijo del rey de Taprobana y hermanastro de Falanges de Astra. Ambos se unen con Daraida (Agesilao) para vencer a Galtazar de Rojabarba y sus hermanos. 
Debido a una petición de ayuda de Lucenia, amenazada por el duque de Ormastra, Florarlán emprende el regreso a Dardania den compañía de Artajerjes, y con su ayuda libera al reino de Gorizia de la tiranía de los gigantes Branzaleón y Ormato. Artajerjes se desposa con Lucidora, princesa de Gorizia. Llegado a Dardania, Florarlán se desposa con Lucenia, y al día siguiente emprende el ataque contra el duque de Ormastra y le da muerte. Proclamado rey de Dardania, se reencuentra en Gorizia con Artajerjes y marchan a la ínsula de Colcos, donde se separan. Florarlán va a Constantinopla, donde su madre le revela que es hijo de Florisel de Niquea. Más tarde regresa a esa ciudad llevando consigo a Lucenia.

## Florarlán en obras posteriores del ciclo amadisiano
En 1564 Mambrino Roseo publicó en Venecia una Aggiunta al secondo volume di don Rogello di Grecia (Adjunta al segundo volumen de don Rogel de Grecia), en la cual Florarlán continúa participando. Cae en poder de Goliana y lo libera don Rogel de Grecia. El mago Ciufeto le revela que es hermano de don Rogel y además le informa de que su esposa Lucenia ha muerto al dar a luz un hijo, Anaxandro. Ciufeto le invita a no desesperarse y a aceptar el amor de Radiana, hija extramatrimonial de Vallados de Bonamar, rey de Comagena. En la ínsula de la Hidra, Florarlán da muerte a ese monstruo y libera a Rogel. Llega al reino de Tanacria, donde se casa con Radiana y parte con ella al reino de Comagena.
En la Cuarta parte de Esferamundi de Grecia, obra del mismo Mambrino Roseo, publicada en 1563, también aparece Florarlán, cuya esposa Radian tiene un hijo llamado Floradín. Florarlán participa en la defensa de Constantinopla contra los paganos y en la expedición de Lusca, en las filas de su padre don Florisel. 
En la Quinta parte de Esferamundi de Grecia, obra también de Roseo, publicada en 1565, Florarlán toma parte en la defensa de Táurica y en las guerras de Persia, en el transcurso de las cuales Anaxartes le salva la vida en una batalla.  
En la Sexta parte de Esferamundi de Grecia, obra del mismo Mambrino Roseo, publicada en 1564, Florarlán invita a sus hijos Anaxandro y Floradín a Trapisonda, para la celebración de sus matrimonios con las infantas Grisonia y Corina de Salandria, y después toma las armas para rechazar la violenta ofensiva pagana contra Dardania y es gravemente herido en una batalla. Logra derrotar a los invasores gracias a la llegada de masivos refuerzos cristianos. Participa en la batalla final en el imperio de soldán de Alepo.